# Anšar
Anšar ili Anšur (Anśar) je babilonski bog.
On je bog neba, sin Lahmua i Lahame, unuk Apsua i Tiamat, voda. Anšar je oženio svoju sestru Kišar, Zemlju, s kojom se sastao na obzoru i dobio dvoje djece - sina Anua i kćer Ki. 